# Liste des sites Ramsar des territoires britanniques d'outre-mer
Cette liste des sites Ramsar situés dans les territoires d'outre-mer britanniques comprend des zones humides d'importance internationale au regard de la convention de Ramsar. Les territoires britanniques d'outre-mer comptent actuellement 16 sites désignés «zones humides d’importance internationale»,. Pour une liste complète de tous les sites Ramsar dans le monde, voir Liste des zones humides d'importance internationale de la convention de Ramsar.

## Bermude
| Nom                         | Localisation                             | Area (km2) | Désignation | Description | Image |
| --------------------------- | ---------------------------------------- | ---------- | ----------- | --- | ----- |
| Hungry Bay Mangrove Swamp   | Paget Parish 32° 16′ N, 64° 45′ O        | 0.02       | 11 mai 1999 | |       |
| Lover's Lake Nature Reserve | St. George's Parish 32° 21′ N, 64° 42′ O | 0.02       | 11 mai 1999 | |       |
| Paget Marsh                 | Paget Parish 32° 16′ N, 64° 46′ O        | 0.11       | 11 mai 1999 | Un site important pour les crustacés, les crabes indigènes et les oiseaux hivernants, notamment le crabe bleu, le bernard l'hermite des caraïbes, le Bihoreau violacé, le Martin-pêcheur d'Amérique. |       |
| Pembroke Marsh East         | Pembroke Parish 32° 17′ N, 64° 46′ O     | 0.08       | 11 mai 1999 | |       |
| Somerset Long Bay Pond      | Sandys Parish 32° 18′ N, 64° 52′ O       | 0.01       | 11 mai 1999 | |       |
| Spittal Pond                | Smith's Parish 32° 18′ N, 64° 43′ O      | 0.10       | 11 mai 1999 | |       |
| Warwick Pond                | Warwick Parish 32° 16′ N, 64° 48′ O      | 0.02       | 11 mai 1999 | |       |

## Territoire britannique de l'océan Indien
| Nom          | Localisation                            | Area (km2) | Désignation    | Description                                                                  | Image |
| ------------ | --------------------------------------- | ---------- | -------------- | ---------------------------------------------------------------------------- | ----- |
| Diego Garcia | Archipel des Chagos 7° 19′ S, 72° 28′ E | 354.24     | 4 juillet 2001 | Un atoll de coraux tropicaux situé au sud de l'équateur dans l'océan Indien. |       |

## Îles Vierges britanniques
| Nom                           | Localisation                 | Area (km2) | Désignation | Description | Image |
| ----------------------------- | ---------------------------- | ---------- | ----------- | --- | ----- |
| Western Salt Ponds of Anegada | Anegada 18° 43′ N, 64° 19′ O | 10.71      | 11 mai 1999 | Les Western Salt Ponds comprennent des vasières, une mangrove et des lagunes salées saumâtres. Il fournit un habitat aux flamands des Caraïbes et à l'iguane rocheux d'Anegada, une espèce en voie de disparition. |       |

## Îles Turks-et-Caïcos
| Nom                                   | Localisation                     | Area (km2) | Désignation  | Description | Image |
| ------------------------------------- | -------------------------------- | ---------- | ------------ | --- | ----- |
| North, Middle and East Caicos Islands | Îles Caicos 21° 45′ N, 71° 45′ O | 586.17     | 27 juin 1990 | Un site de zones humides côtières, c’est un site important pour le canard siffleur des Indes occidentales qui a été classé comme vulnérable par l’ UICN. |       |

## Îles Caïmans
| Nom                    | Localisation                       | Area (km2) | Désignation       | Description                                                                                     | Image |
| ---------------------- | ---------------------------------- | ---------- | ----------------- | ----------------------------------------------------------------------------------------------- | ----- |
| Booby Pond and Rookery | Little Cayman 19° 40′ N, 80° 04′ O | 0.82       | 21 septembre 1994 | Un lagon salin enclavé qui abrite la plus grande population de fou à pieds rouges des Caraïbes. |       |

## Chypre
| Nom      | Localisation                             | Area (km2) | Désignation  | Description | Image |
| -------- | ---------------------------------------- | ---------- | ------------ | --- | ----- |
| Akrotiri | Sovereign Base Area 34° 37′ N, 32° 58′ E | 21.71      | 20 mars 2003 | Situé sur la péninsule d'Akrotiri, la partie la plus méridionale de l'île, Akrotiri comprend des marais, un lac salé et des flats. |       |

## îles Falkland
| Nom                                       | Localisation                       | Area (km2) | Désignation       | Description | Image |
| ----------------------------------------- | ---------------------------------- | ---------- | ----------------- | --- | ----- |
| Zone ornithologique de la plage de Bertha | East Falkland 51° 55′ S, 58° 25′ O | 40         | 24 septembre 2001 | Une plage de sable sur la rive nord de Choiseul Sound, East Falkland. Bertha's Beach fournit un habitat à plusieurs Espèces menacées dont le canard à vapeur des Falkland. |       |
| Île des Lions de mer                      | near Lafonia 52° 25′ S, 59° 05′ O  | 10         | 24 septembre 2001 | Un important site de reproduction pour le lion de mer est l'Éléphant de mer du sud.                                                                                        |       |

## Sainte-Hélène, Ascension et Tristan da Cunha
| Nom                 | Localisation                          | Area (km2) | Désignation      | Description | Image |
| ------------------- | ------------------------------------- | ---------- | ---------------- | --- | ----- |
| Gough Island        | Tristan da Cunha 40° 19′ S, 9° 56′ O  | 2298.11    | 20 novembre 2008 | L'une des cinq îles formant l'archipel de Tristan da Cunha, l'île de Gough est un site de reproduction important d'espèces menacées, notamment l'Albatros brun et le gorfou sauteur.       |       |
| Inaccessible Island | Tristan da Cunha 37° 18′ S, 12° 41′ O | 1265.24    | 20 novembre 2008 | Un volcan éteint qui fait partie de l'archipel de Tristan da Cunha, l'île Inaccessible est un important site de reproduction pour les oiseaux de mer et les oiseaux terrestres endémiques. |       |